# کاریلیون
کاریلیون (انگلیسی: Carillion) شرکت مدیریت تاسیسات بریتانیایی است، که در سال ۱۹۹۹ تأسیس شد.